# 科尔尼库鲁姆
科尔尼库鲁姆（拉丁語：Corniculum）是意大利中部的一座拉丁姆古城镇。
在罗马早期历史上，该城作为拉丁同盟的一员，与罗马兵戎相见，当时为罗马国王卢基乌斯·塔奎尼乌斯·布里斯库斯在位时期，该城成为了塔奎尼乌斯占领的诸多城市之一。
《罗马史》的作者李维还记录了当地一位名为塞尔维乌斯·图利乌斯（Servius Tullius）的领导人物，他在城破后被杀，其怀孕的妻子被俘至罗马，但因其地位而被罗马王后塔娜奎尔赦免，免受奴役，甚至在国王的家中被给予了一席之地。她诞下一子塞爾維烏斯·圖利烏斯，后者后来和塔奎尼乌斯的女儿结婚，之后还继承了罗马的王位。